# Михаил Палеолог (син на Йоан V Палеолог)
 Тази статия е за деспота на Загорското деспотство.  За византийския император вижте Михаил VIII Палеолог.  
Михаил Палеолог (на гръцки: Μιχαήλ Παλαιολόγος; на латински: Michael Palaiologos, † 1376/1377) е син на византийския император Йоан V Палеолог и Елена Кантакузина и брат на императорите Андроник IV Палеолог и Мануил II Палеолог от династията на Палеолозите.
Неговият дядо по майчина линия е византийският император Йоан VI Кантакузин, а баба му е Ирина Асенина (внучка на българския цар Иван Асен III и Ирина Палеологина, дъщеря на византийския император Михаил VIII Палеолог). По бащина линия той е внук на император Андроник III Палеолог и Анна Савойска.
Михаил е деспот на Загорското деспотство.
Той воюва с Добротица, владетеля на съседното Добруджанско деспотство. Двамата сключват мир и Михаил Палеолог се жени през 1374 г. за дъщерята на Добротица. Двамата сключват съюз, който цели Михаил да бъде поставен на трона на Трапезундската империя.
През 1366 г. Михаил Палеолог придружава баща си в столицата на Унгарското кралство, Буда, за да търсят военна помощ срещу османците. Около 1371 г. той е управител на Месемврия.
През 1376 – 1377 г. той, съюзен с венецианците и деспот Добротица, се опитва да превземе трона на Алексий III, императора на Трапезунд. Походът им по море е неуспешен. Скоро след това около 1376/1377 г. Михаил Палеолог е убит в Дръстър от шурея си Тертер, един от синовете на деспот Добротица.